# 秘密航线
《秘密航线》是上海海象文化传媒有限公司出品的一部电视剧，讲述的是1947年第二次国共内战时期，中共地下党在往闽北山区运送物资的航线上与国民党军统特务斗智斗勇，兄弟情与革命信念、爱恨情仇交织的感人故事。2013年3月2日开机，5月杀青。於2018年1月19日在浙江教育科技频道首播。

## 演员
| 演员   | 角色   | 备注                           |
| 袁 弘  | 谢一航 | 谢家老二，前进号船长           |
| 韩 雪  | 冯雅琴 | 冯振山之女，英国留学归来的医生 |
| 张丹峰 | 夏天海 | 原名谢永诚，谢家老大           |
| 王 笛  | 江 雪  | 原名张芝英                     |
| 侯璎珏 | 柳梅香 | 天香酒坊的老板娘               |
| 李虹辰 | 谢金虎 |                                |
| 郭露文 | 余冬青 |                                |
| 曾虹畅 | 雷 火  |                                |